# Palais Kozlowka
Le  musée Kozłówka (Lublin) un musée situé dans le palais Kozłówka, powiat de Lubartów.

## Histoire
Le palais a été construit entre 1735 et 1742, construit par le voïvode de Chelmno Michał Bieliński, acqui par Alexandre Zamoyski en 1799 ; il est le musée de la famille Zamoyski et possède un grand parc.
Il est classé monument historique  depuis le 16 mai 2007. 

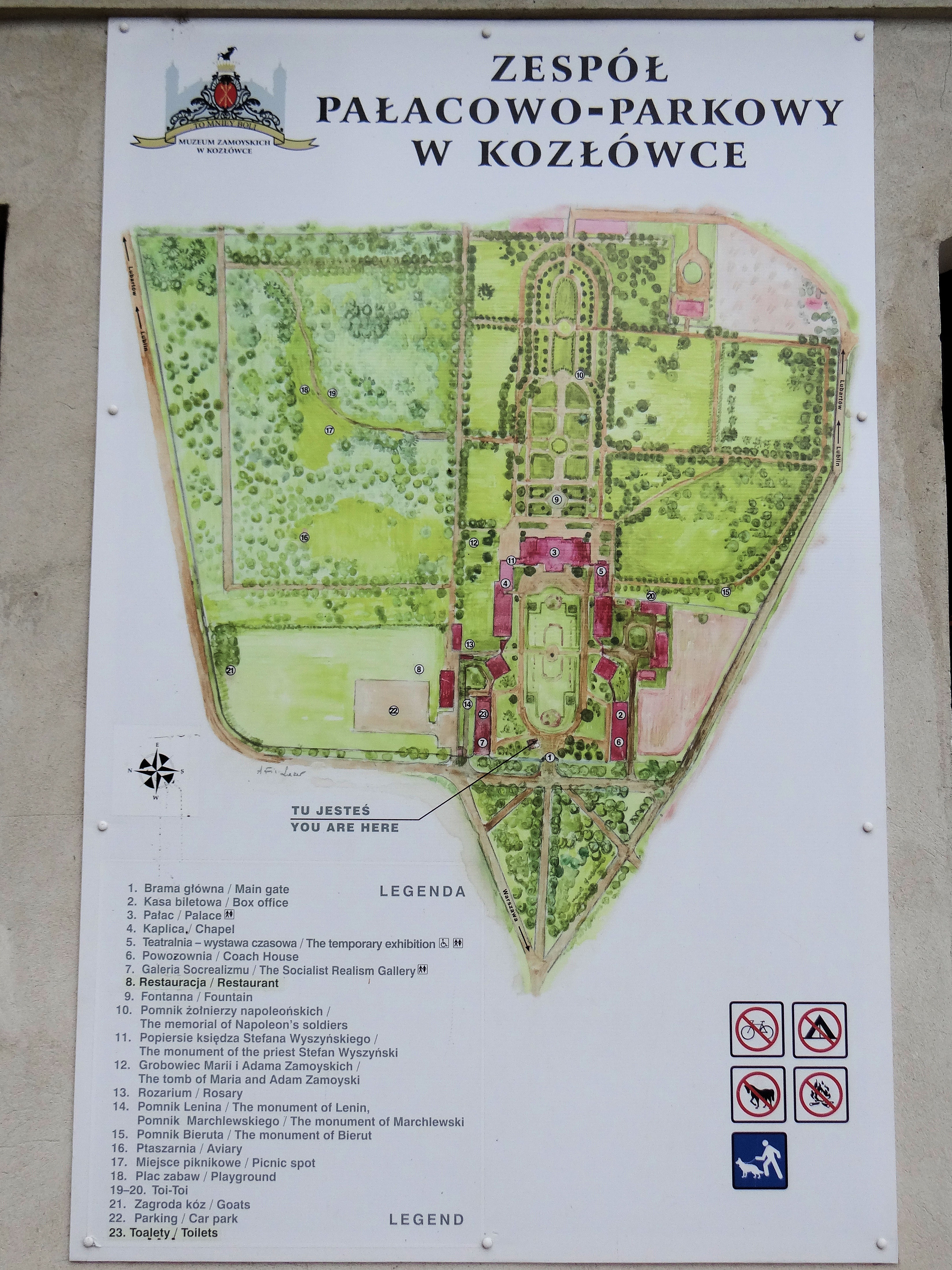
Sur plan.

### Collection
Le musée possède également une section consacrée à la sculpture de l'époque communiste ainsi qu'à d'autres arts.

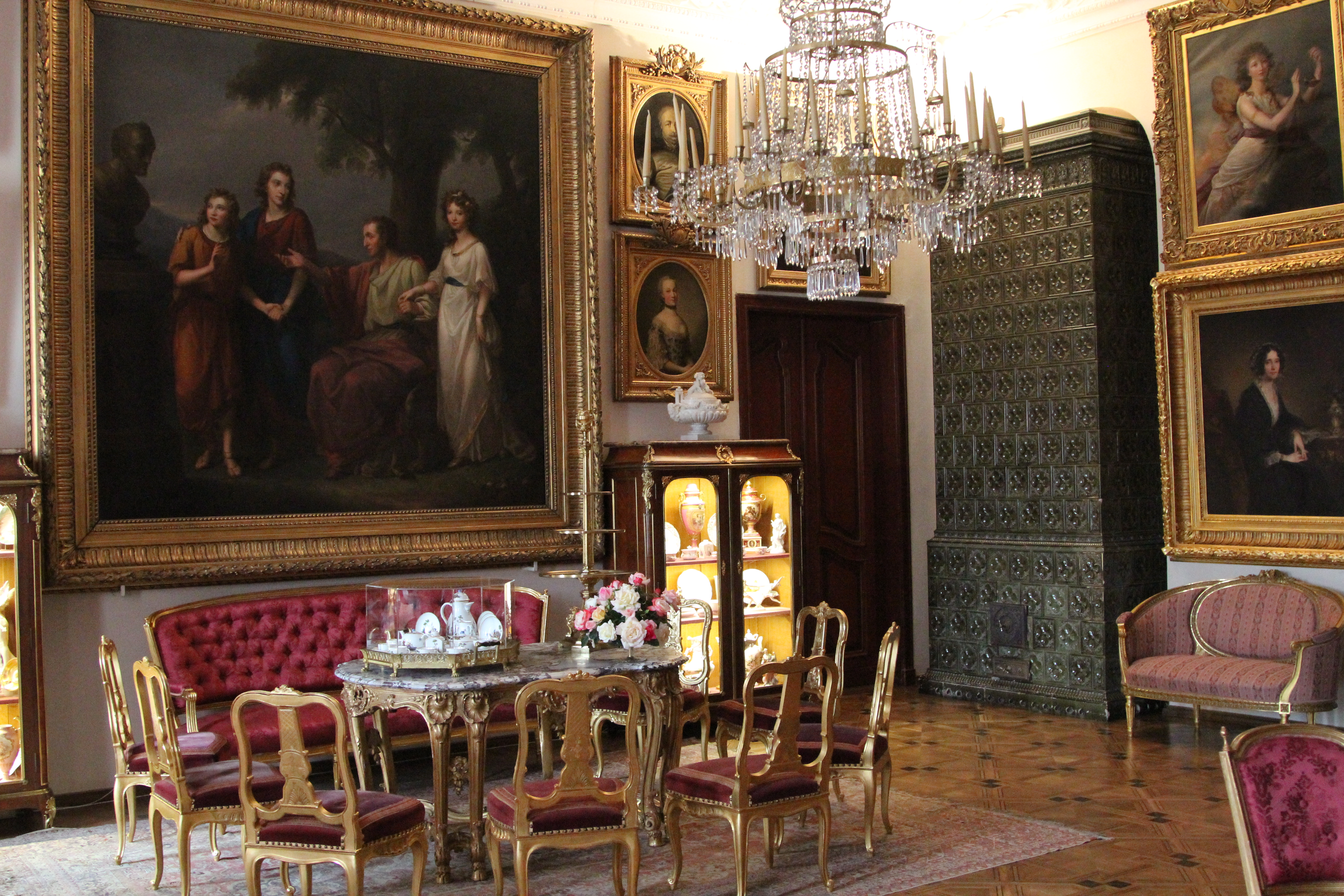
Le salon blanc.
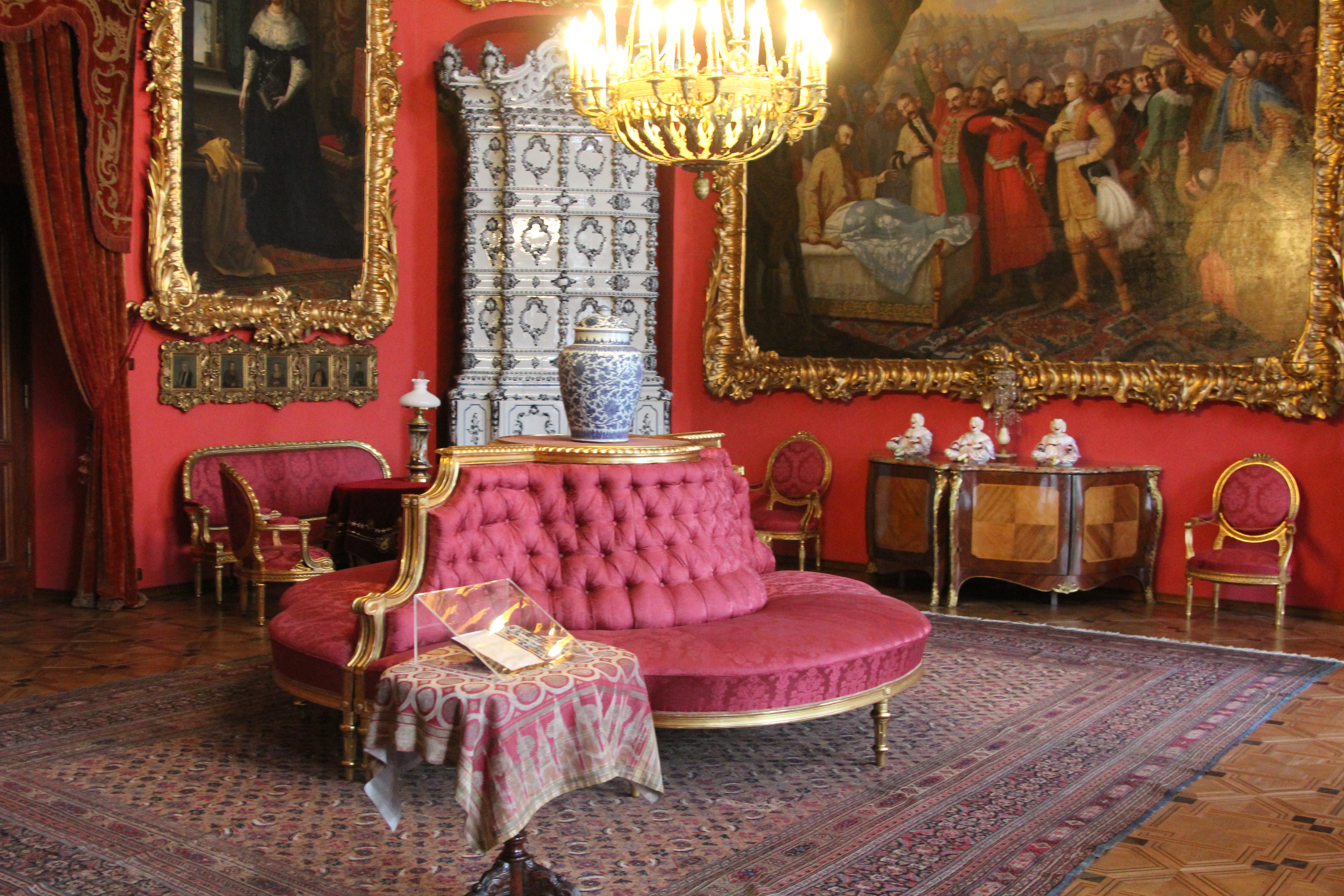
Le salon rouge.
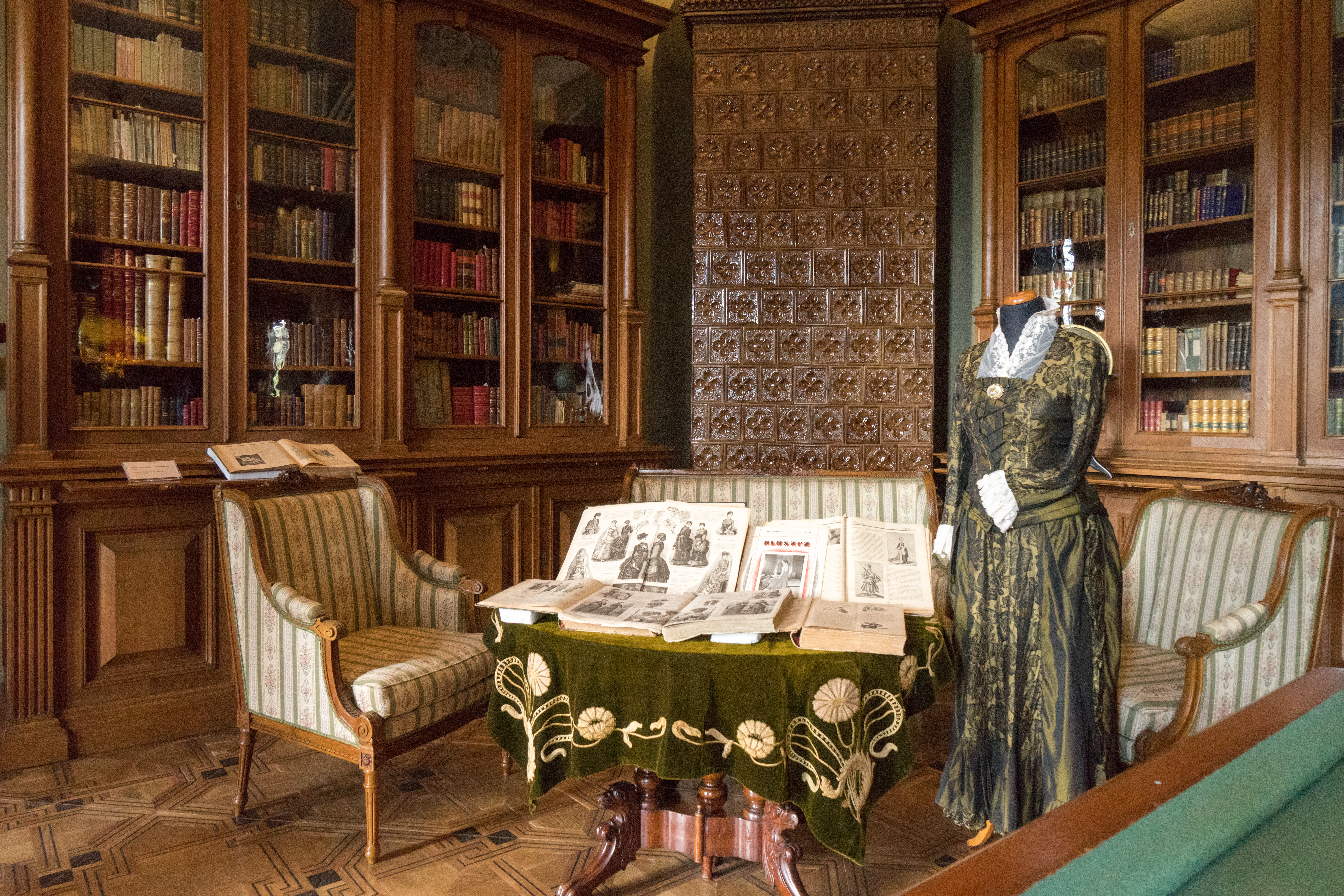
La bibliothèque.
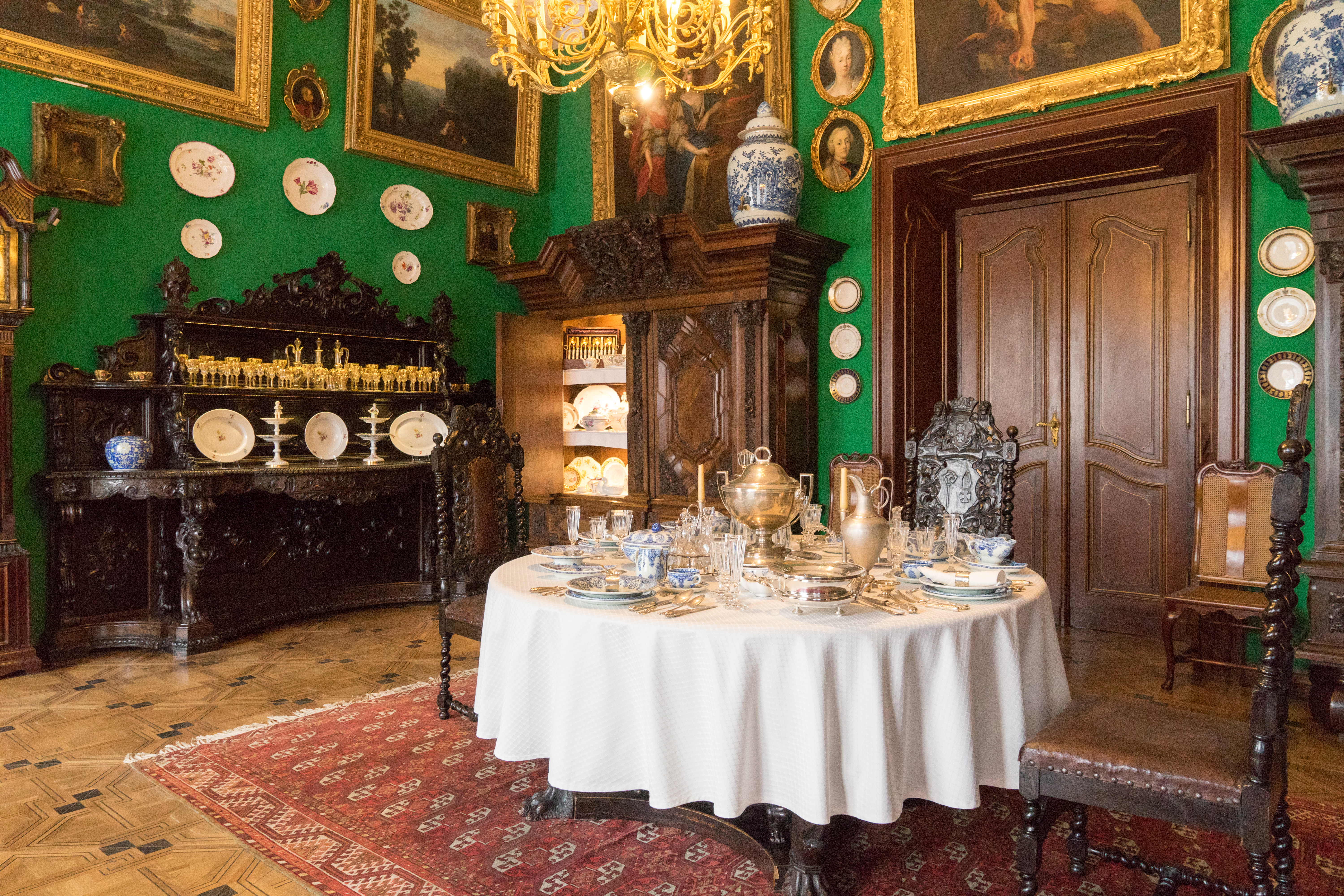
La salle à manger.
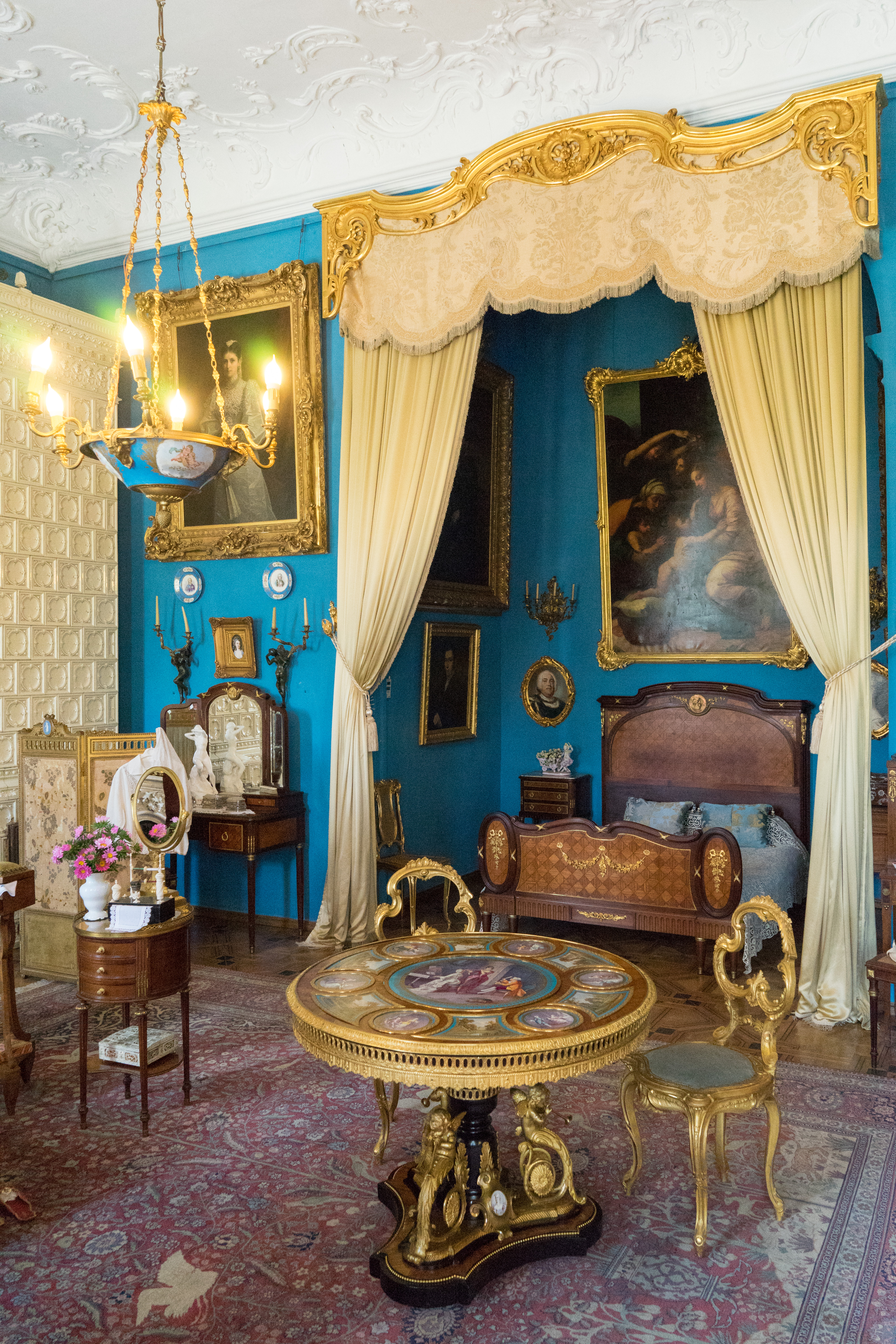
La chambre de la comtesse.
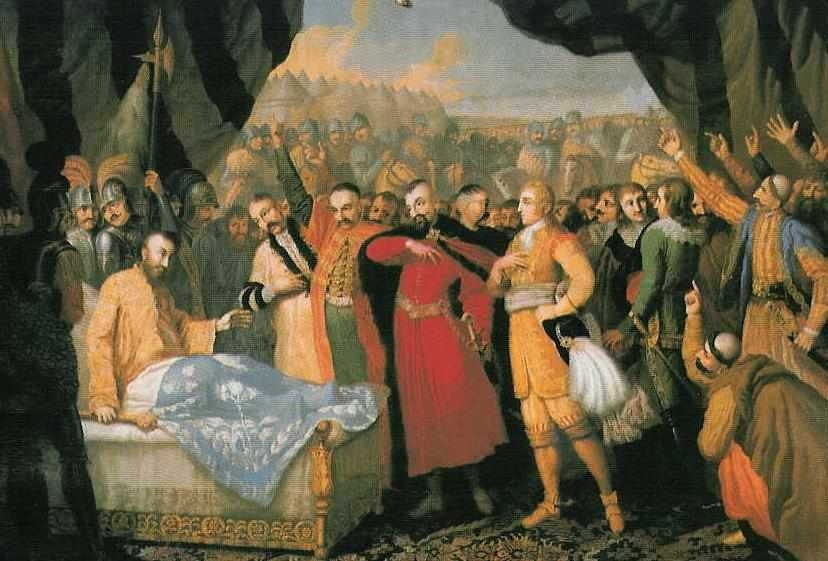
La mort de Jan Karol Chodkiewicz après la Bataille de Khotin (1621) par Franciszek Smuglewicz.
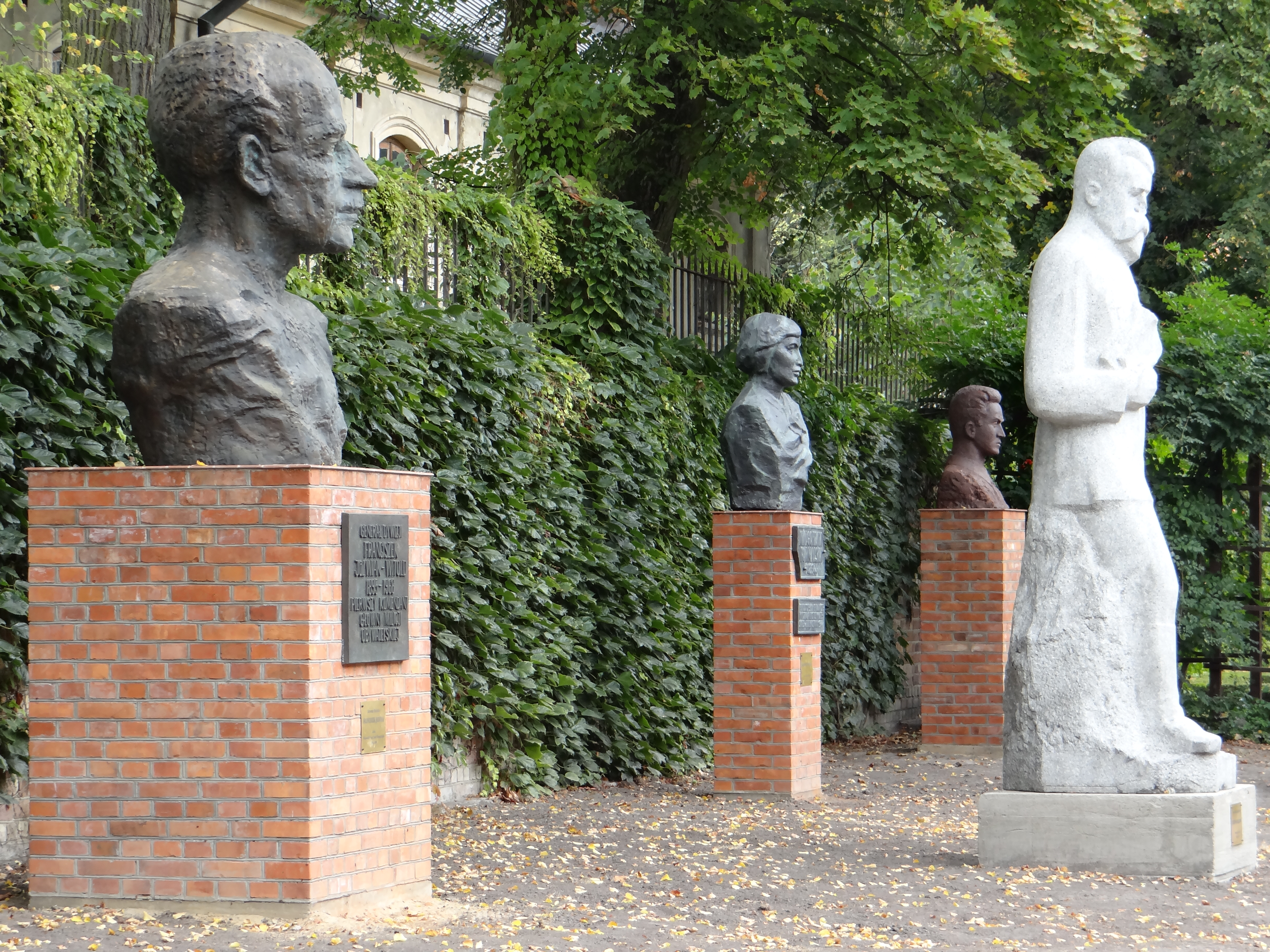
Galerie du social-réalisme.
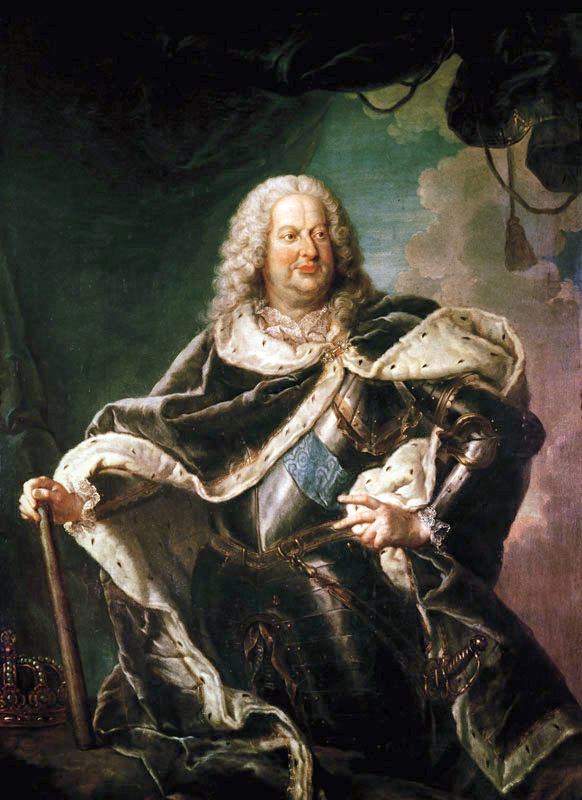
Portrait de Stanislas Leszczynski par Jean Girardet.
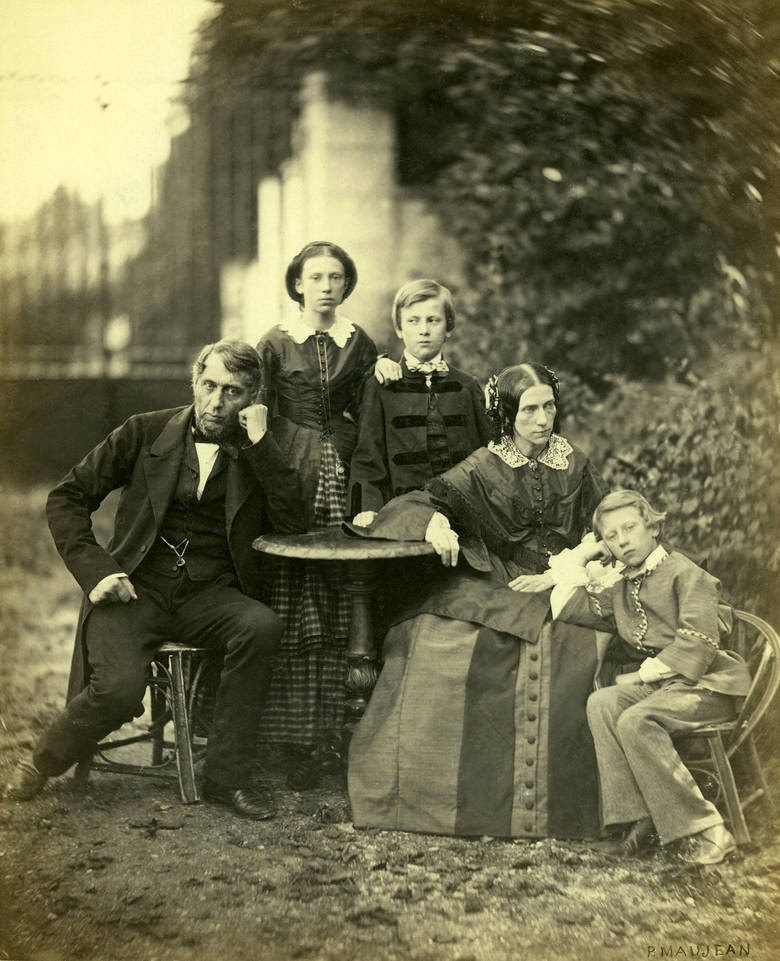
Anna et Jan Zamoyski en 1857 à Auteuil.

## En images

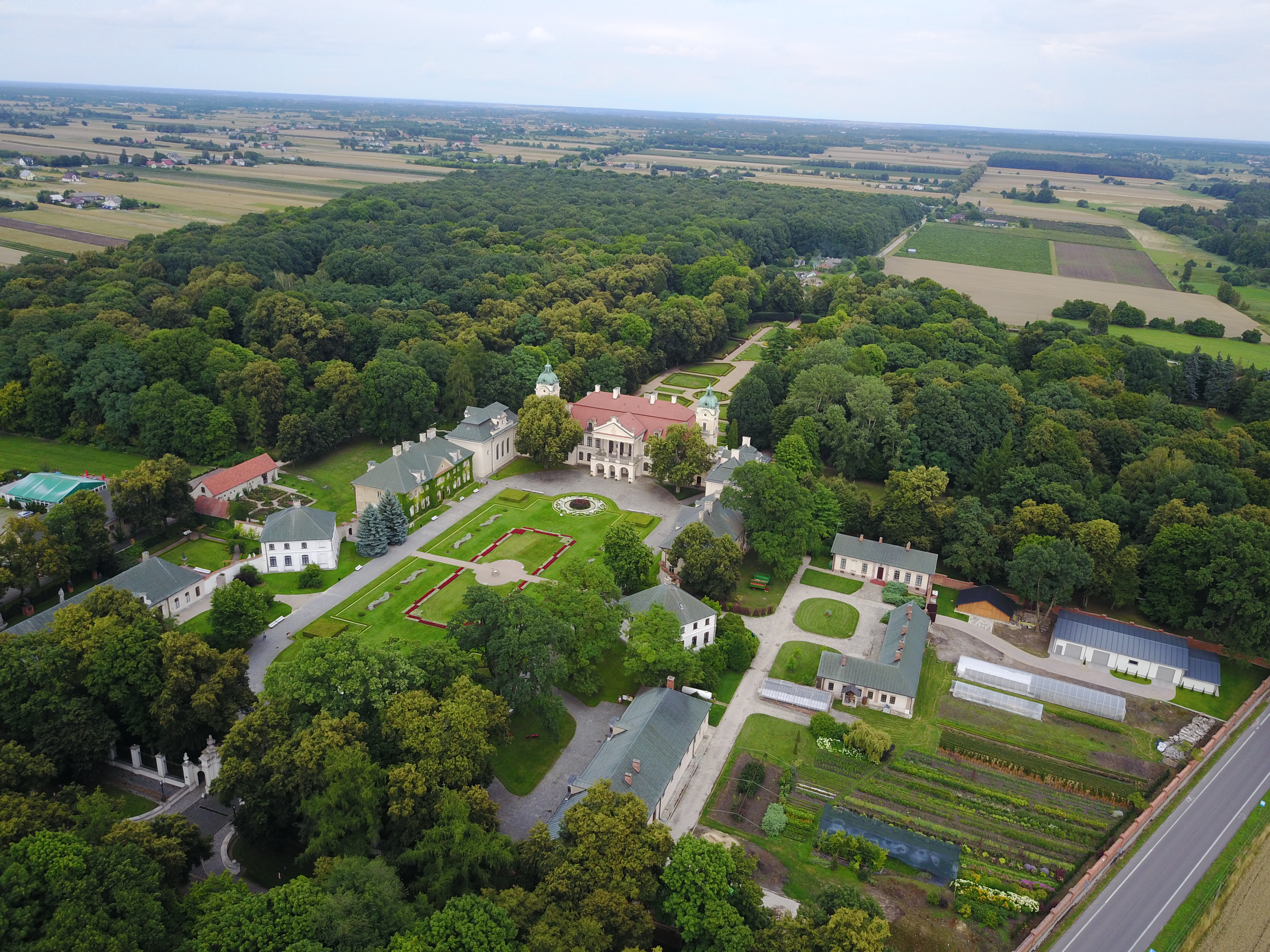
Son parc, classé[2] sur une vue aérienne,
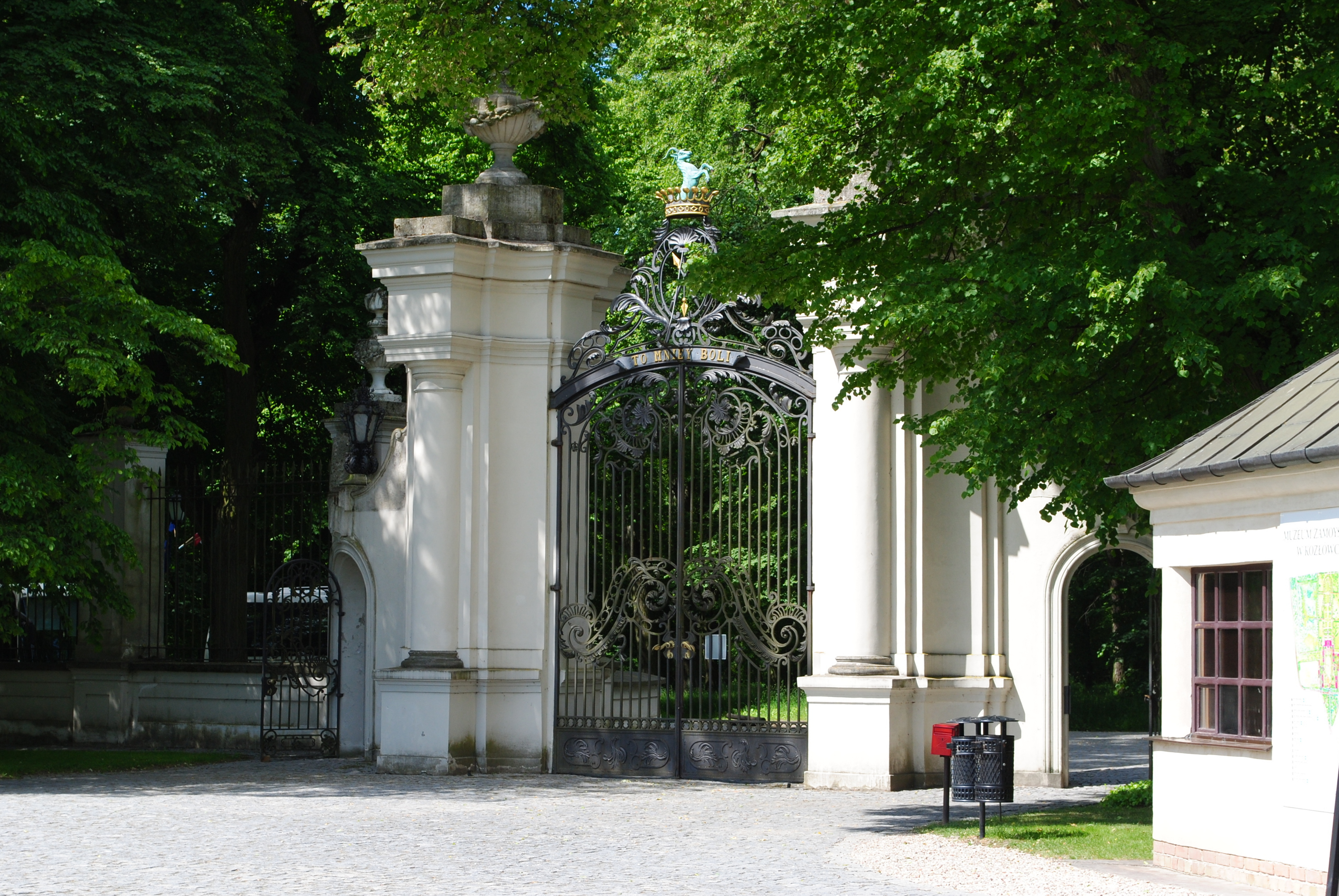
et son portail.
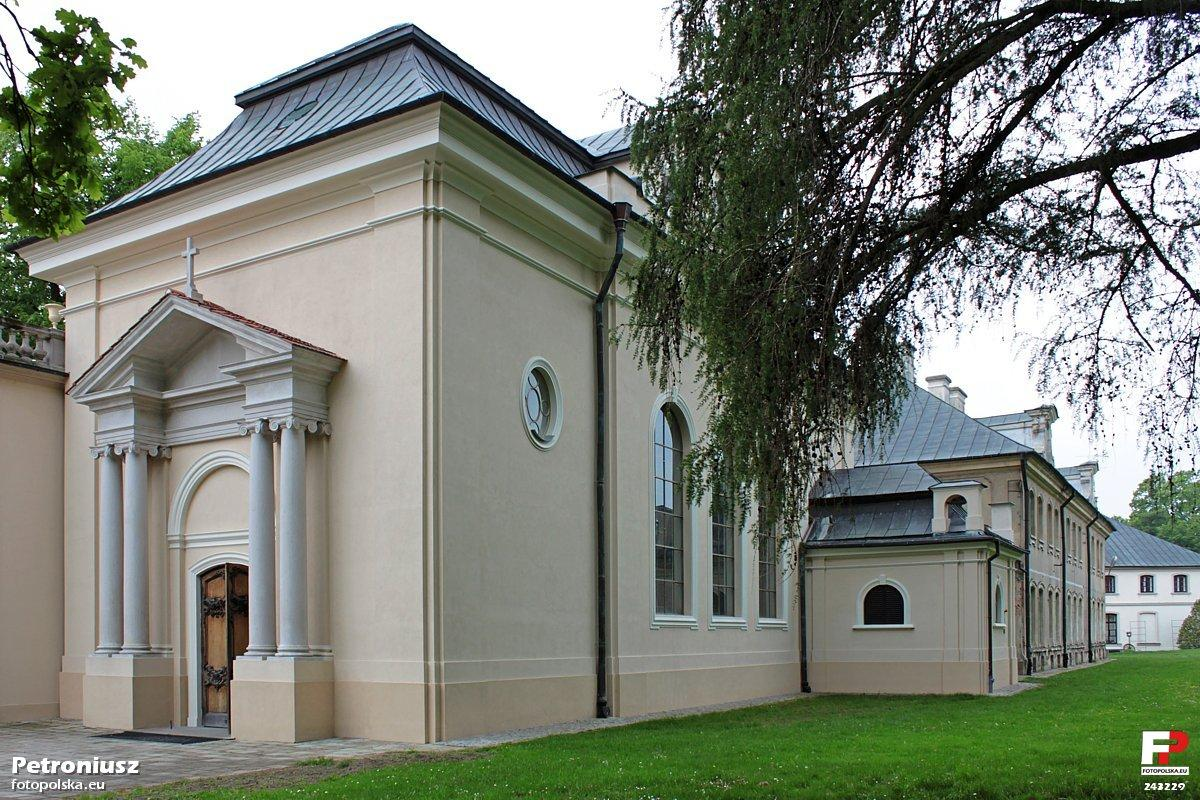
Chapelle classée
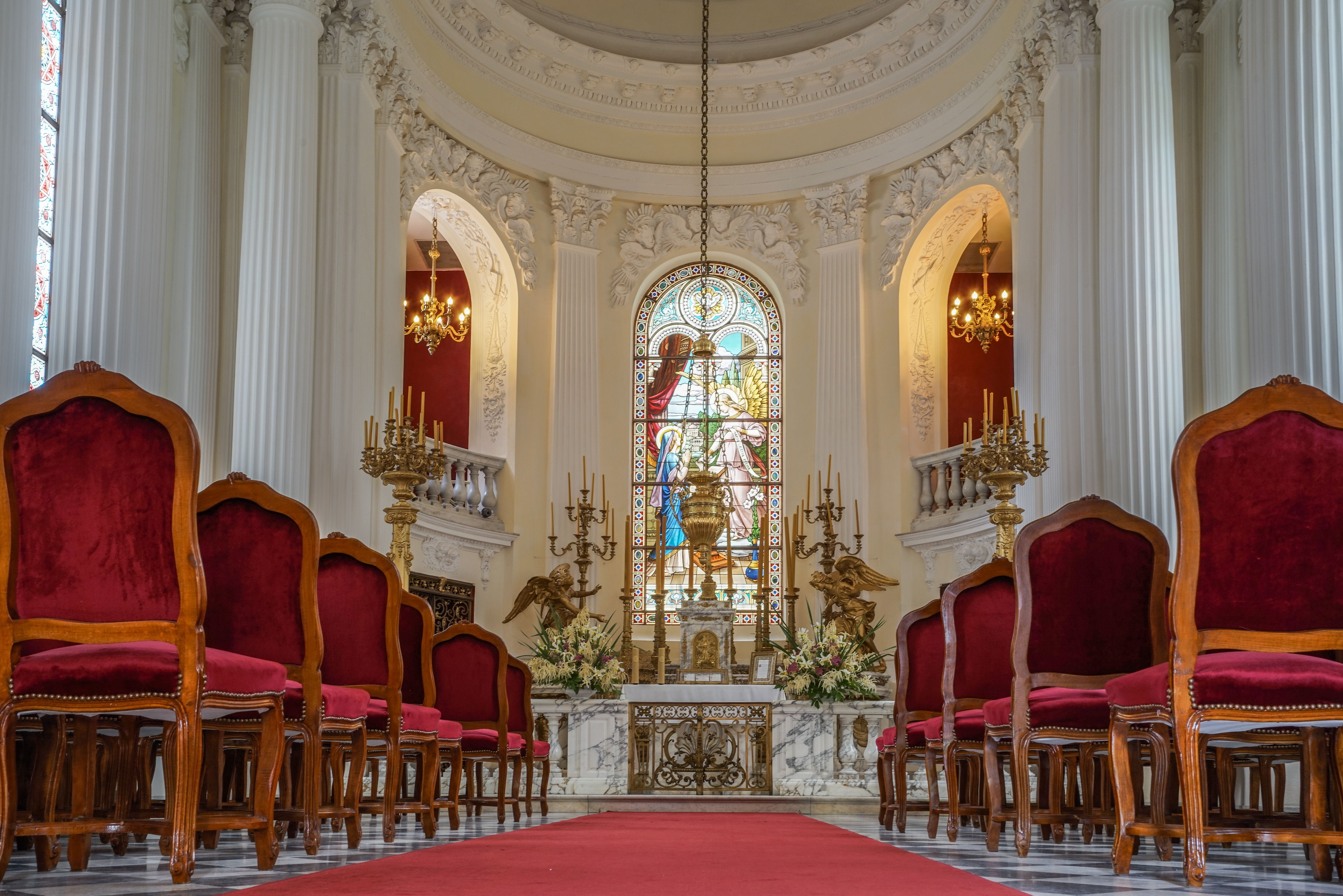
et sa nef.
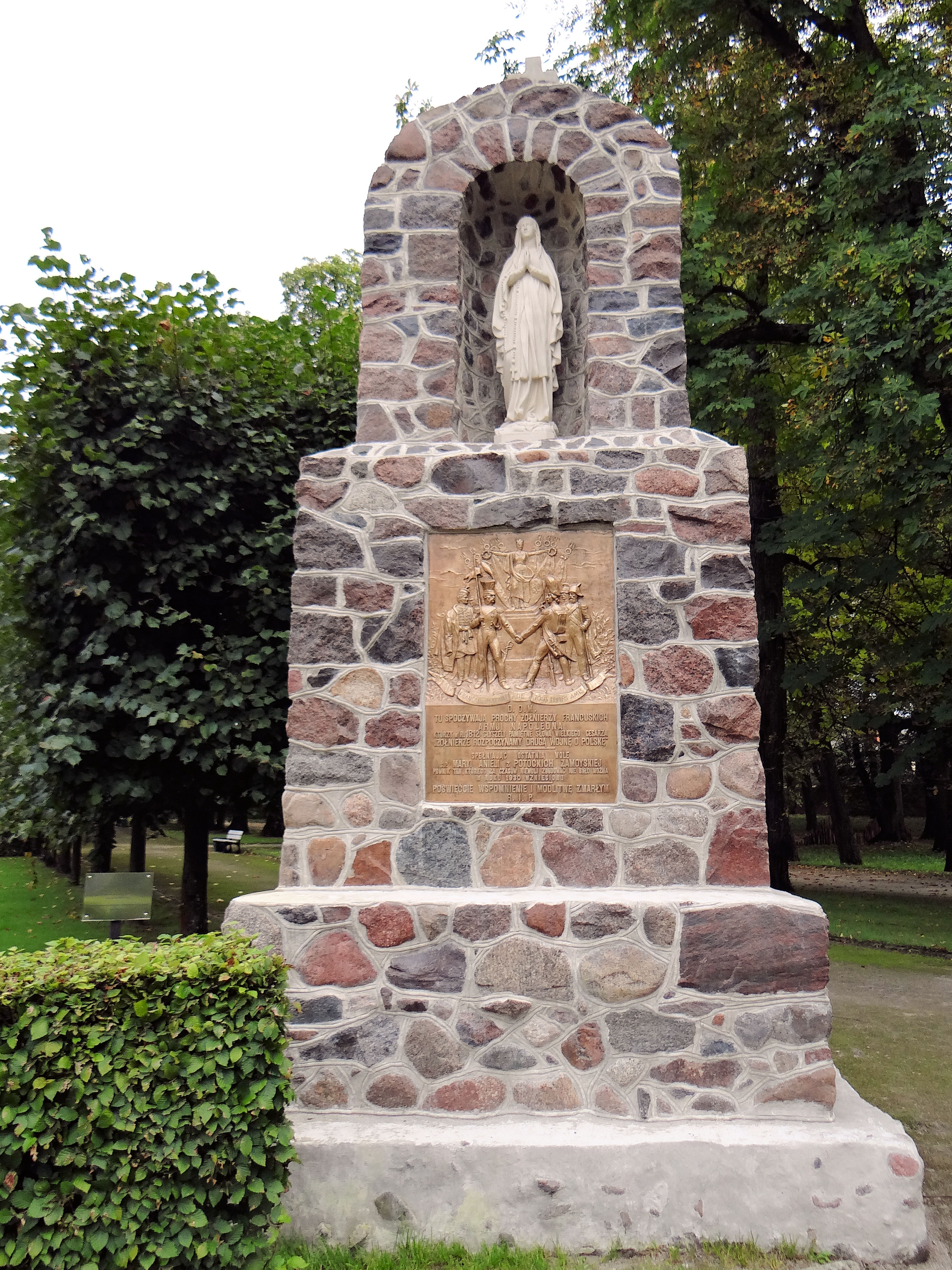
Monument aux soldats napoléoniens.